# UDP-N-acetil-2-amino-2-dezoksiglukuronat dehidrogenaza
-acetil-2-amino-2-dezoksiglukuronat dehidrogenaza (EC 1.1.1.335, WlbA, WbpB) je enzim sa sistematskim imenom UDP-N-acetil-2-amino-2-dezoksi-alfa--glukuronat:NAD+ 3-oksidoreduktaza. Ovaj enzim katalizuje sledeću hemijsku reakciju
-acetil-2-amino-2-dezoksi-alfa--glukuronat + + {\displaystyle \rightleftharpoons } -2-acetamido-2-dezoksi-alfa-D-ribo-heks-3-uluronat + +
Ovaj enzim učestvuje u biosintetičkom putu za UDP-alfa-D-ManNAc3NAcA (UDP-2,3-diacetamido-2,3-didezoksi-alfa-D-manuronska kiselina), važnom prekurzoru B-band lipopolisaharida. Enzimi iz Pseudomonas aeruginosa serotipa O5 i Thermus thermophilus formiraju kompleks sa enzimom koji katalizuje sleći korak sintetičkog puta (EC 2.6.1.98, UDP-2-acetamido-2-dezoksi-ribo-heksuluronat aminotransferaza). Ovaj enzim takođe deluje kao EC 1.1.99.2 (2-hidroksiglutarat dehidrogenaza), i koristi 2-oksoglutarat proizveden enzimom EC 2.6.1.98 da regeneriše čvrsto vezani NAD+. Enzimi iz Bordetella pertussis i Chromobakterija violaceum ne vezuju NAD+ jednako čvrsto, te im nije neophodan 2-oksoglutarat da funkcionišu.

## Literatura
- Nicholas C. Price; Lewis Stevens (1999). Fundamentals of Enzymology: The Cell and Molecular Biology of Catalytic Proteins (Third изд.). USA: Oxford University Press. ISBN 019850229X.
- Eric J. Toone (2006). Advances in Enzymology and Related Areas of Molecular Biology, Protein Evolution (Volume 75 изд.). Wiley-Interscience. ISBN 0471205036.
- Branden C; Tooze J. Introduction to Protein Structure. New York, NY: Garland Publishing. ISBN 0-8153-2305-0.
- Irwin H. Segel. Enzyme Kinetics: Behavior and Analysis of Rapid Equilibrium and Steady-State Enzyme Systems (Book 44 изд.). Wiley Classics Library. ISBN 0471303097.

## Spoljašnje veze
- UDP-N-acetyl-2-amino-2-deoxyglucuronate+dehydrogenase на 